# LinuxMCE
LinuxMCE (Linux Media Center Edition) es un centro multimedia libre y gratuito. Ha sido diseñado como complemento para Kubuntu. Según su sitio web "Es estable, fácil de usar, y no requiere conocimientos de Linux, sólo conocimientos básicos de informática".